# دیوید مالپس
دیوید مالْپَس (انگلیسی: David Malpass؛ زادهٔ ۸ مارس ۱۹۵۶) اقتصاددان آمریکایی است که به‌عنوان ریاست بانک جهانی فعالیت می‌کرد. او پیشتر معاون امور بین‌الملل وزیر خزانه‌داری آمریکا و در دوره رئیس‌جمهور رونالد ریگان قایم مقام دستیار وزیر خزانه داری، قایم مقام دستیار وزیر امور خارجه در دوره رئیس‌جمهور جرج ایچ دابلیو بوش و اقتصاددان ارشد بِر استِرْنْز در شش سال منتهی به ورشکستگی این بانک بوده‌است.
رئیس جمهور ترامپ در ۶ فوریه ۲۰۱۹ اعلام کرد مالپس را برای ریاست بانک جهانی نامزد خواهد کرد.